# کلدن (اشتندال)
کلدن (به آلمانی: Kläden) یک منطقهٔ مسکونی در آلمان است که در بیسمارک (آلتمارک) واقع شده‌است. کلدن ۷۲۹ نفر جمعیت دارد.